# チェスター・A・アーサー
チェスター・アラン・アーサー（英語: Chester Alan Arthur, 1829年10月5日 - 1886年11月18日）は、アメリカ合衆国の弁護士、政治家。第20代副大統領及び第21代大統領。アーサーはジェームズ・ガーフィールド大統領の下で副大統領に就任する前は、弁護士として働いていた。ガーフィールドが1881年7月2日にチャールズ・J・ギトーによって瀕死の重傷を負わされ、同年9月19日に死去すると、アーサーは大統領として宣誓し、1885年3月4日まで同職を務めた。

## 概要
政界に加わる前、アーサーは共和党のストルワート派に所属し、ロスコー・コンクリングから政治的な庇護を受け、ユリシーズ・S・グラント大統領によってニューヨーク港徴収官に任命された。彼は後任の大統領、ラザフォード・B・ヘイズの改革の試みによって同職を解任された。
しかしながらアーサーは大統領として官僚機構の頂点に立つこととなった。彼は古くからの政治上の知己を避け、結局政治の師であったコンクリングと袂を分かった。ガーフィールド大統領の暗殺で、扱いにくい議会は公共からの圧力が高まり、大統領に留意することを強いられた。アーサーの第一の実績はペンドルトン公務員改革法の議会通過であった。本法の成立により、アーサーは「行政の父 The Father of Civil Service」と呼ばれるようになり、多くの歴史家から肯定的な評価を得るようになった。
作家のアレクサンダー・マクルーアはアーサーについて「大統領職に就任するにあたって、彼ほど深く、そして広く不信を抱かれていた者はいなかったし、引退した際に...彼以上に、政治上の味方からも敵からも広く尊敬された者もいなかった。」と書き表した。政治家に関して深くシニカルであったマーク・トウェインは「アーサー大統領の治世よりも良い政治を行うことは本当に困難であろう。」と認めている。

## 生涯

### 生い立ち
チェスター・アラン・アーサーはアイルランド出身の伝道師ウィリアム・アーサー（アントリム県バリミーナ、カリーバッキー生まれ）と、バーモント出身のマルヴァイナ・ストーン・アーサー夫妻の間に生まれた。マルヴァイナの祖父ユーライア・ストーンは、独立戦争の間大陸軍で戦い、自らの息子でありマルヴァイナの父親をジョージ・ワシントン・ストーンと命名した。マルヴァイナの母親はインディアンであった:4 。チェスターが生まれたとき、父親はスコットランド＝アイルランド系イギリス人であったが、1843年にアメリカ合衆国に帰化した。
アーサーの先祖伝来の18世紀後半からの邸宅が北アイルランドのアントリム県に復元されている。コテージの利用案内センターではアーサー一家の歴史が説明され、訪問者に対してここ200年間のアイルランドにおける人々の生活の展示が行われている。
多くの公式文書ではアーサーが1829年10月5日にバーモント州フランクリン郡のフェアフィールドで生まれたとしている。しかしながら、アーサーは1870年代にその生年を1830年とし、自らを1歳若く見せようとした:5。父親は初めにローワー・カナダのダンハムに移住し、アメリカ国境から15マイル (24 km) 北に農場を所有していた:4。長らくアーサーが実際にはケベック（現在のカナダ・ケベック州）で生まれ、一家は後にフェアフィールドに移住したのではないかという疑惑があった。アーサーがカナダで生まれたならば、生粋の米国民ではない（米国民であるためには、米国内で生まれなければならないと法を解釈する）ため大統領あるいは副大統領に就任する資格がないと考える者がいた。1880年アメリカ合衆国大統領選挙において、アーサーは副大統領候補として出馬したが、政敵はこれらの噂を調査するためにアーサー・P・ヒンマンというニューヨークの弁護士を雇った。ヒンマンはアーサーがアイルランドで生まれ、14歳になるまでアメリカ合衆国に移住していなかったと申し立てた。その説が信用されなかったため、ヒンマンはアーサーがカナダで生まれたという新しい説を主張した。この主張も耳を傾けられることはなかった:202-203。しかしながら、幾人かはそれを疑っている。 どのような場合でも、アーサーの父親はアーサーが生まれてから数年間帰化せず、そのためアーサーは二重国籍を持つこととなった。
アーサーは幼年期をペリーで過ごした。幼なじみの一人は、彼が早い内に政治的手腕を示したことを覚えている。

チェスターの少年だったときに、あなたは雨の後の村の通りで、道を横切る流れで泥のダムを造っている子どもたちの中に彼を見るかもしれない。すぐに彼が一人に石を持ってくるように命じ、もう一人には棒を、別の者に芝と泥でダムを仕上げるように命じるだろう。そして彼らはそのことに疑問を感じないだろう。しかしチェスターは自らの手に土を乗せないように細心の注意を払った。（New York Evening Post, 1900年4月2日）
チェスター・アーサーが大統領になると、ペリーの住人であったジェームズ・ラッセル・ウェブスターが予測していた。この予測の詳細はウェブスターのメモリアルに記述される。ウェブスターのメモリアルからの抜粋：

彼は最初にペリーのバプテスト教会に通った。教会の牧師は「年取ったアーサー」、チェスター・A・アーサーの父親であった。アーサーは小さな男の子で、ウェブスター氏は彼の家を訪問したとき、彼の頭に手を乗せて「この男の子はやがて大統領になるかもしれません。」と述べた。数年後ウェブスター氏はホワイトハウスを訪問して、アーサー大統領にその話をした。アーサーは彼の将来を予測した人物の名前は記憶に残っていなかったが、その事件は良く覚えていたと返答した。次に立ち上がって、彼はこう言った「あなたは再び私の頭に手を置くことができます。」

彼はユニオン・ヴィレッジ（現在のワシントン郡南方、グリーンウィッチ）の公立学校に通い、その後ライシーアムに通った。そこでは彼はチェットと呼ばれていた。ライシーアムでアーサーは他の若きホイッグ党員に加わりヘンリー・クレイを支持し、反対派と乱闘すらした:8。
1845年にユニオン大学に進学、伝統的な古典を研究した。1848年、18歳で彼はファイ・ベータ・カッパと、ディベート部の部長に選出された。彼はフェニアン団を支持し、それを示すためにしばしば緑色のコートを身につけた:8。
フーシック・フォールズ郊外に住んでいる間、彼はブラウン大学大学院に戻り、1851年に修士号を取得した。

### 初期の経歴
アーサーは1849年にバーモント州ノース・ポーナルのノース・ポーナル・アカデミーの校長となる。彼はボールストン・スパのステート・アンド・ナショナル・ロー・スクールで法律を学び、1851年にニューヨーク市で弁護士業を始めた。
のち政界にはいり、共和党員として南北戦争の際検閲長官、経理部長を歴任、一時ニューヨーク港収税官に下されたが、1880年共和党議員として国会に入り、副大統領に当選する。
彼は、州市民軍の再編成に活発に参加した。

### 大統領職
アーサーは、美食家でお洒落な人物で、ルイス・カムフォート・ティファニーらにホワイトハウスの改装をさせ、連夜パーティーを開いた。
ジェームズ・ガーフィールドが暗殺され、アーサーは大統領に昇格した。彼は汚職と賄賂から利益を得ているとされ、共和党でも守旧派に属していた。そのため、彼が行政改革の主張者になり、ペンドルトン法の可決を統轄した時、多数が驚いた。ペンドルトン法は公務員任用・昇進の際に試験を導入し、それに伴い人事を決定するものであった。現在でこそ普遍的であるが、当時としては非常に画期的な制度であった。また、議会が企図した中国系移民の排斥を阻止している。他、関税法、エドモンド法（モルモン教の一夫多妻禁止の法律）の可決に関与している。

#### 内閣
| 職名     | 氏名                            | 任期            |
| -------- | ------------------------------- | --------------- |
| 大統領   | チェスター・A・アーサー         | 1881年 - 1885年 |
| 副大統領 | なし                            | 1881年 - 1885年 |
| 国務長官 | F・T・フリーリングハイゼン      | 1881年 - 1885年 |
| 財務長官 | チャールズ・フォルジャー        | 1881年 - 1884年 |
| 財務長官 | ウォルター・グレシャム          | 1884年          |
| 財務長官 | ヒュー・マカロック              | 1884年 - 1885年 |
| 陸軍長官 | ロバート・T・リンカーン         | 1881年 - 1885年 |
| 司法長官 | ベンジャミン・H・ブリュースター | 1881年 - 1885年 |
| 郵政長官 | ティモシー・O・ハウ             | 1881年 - 1883年 |
| 郵政長官 | ウォルター・グレシャム          | 1883年 - 1884年 |
| 郵政長官 | フランク・ハットン              | 1884年 - 1885年 |
| 海軍長官 | ウィリアム・ヘンリー・ハント    | 1881年 - 1882年 |
| 海軍長官 | ウィリアム・E・チャンドラー     | 1882年 - 1885年 |
| 内務長官 | サミュエル・J・カークウッド     | 1881年 - 1882年 |
| 内務長官 | ヘンリー・M・テラー             | 1882年 - 1885年 |

### 大統領職後

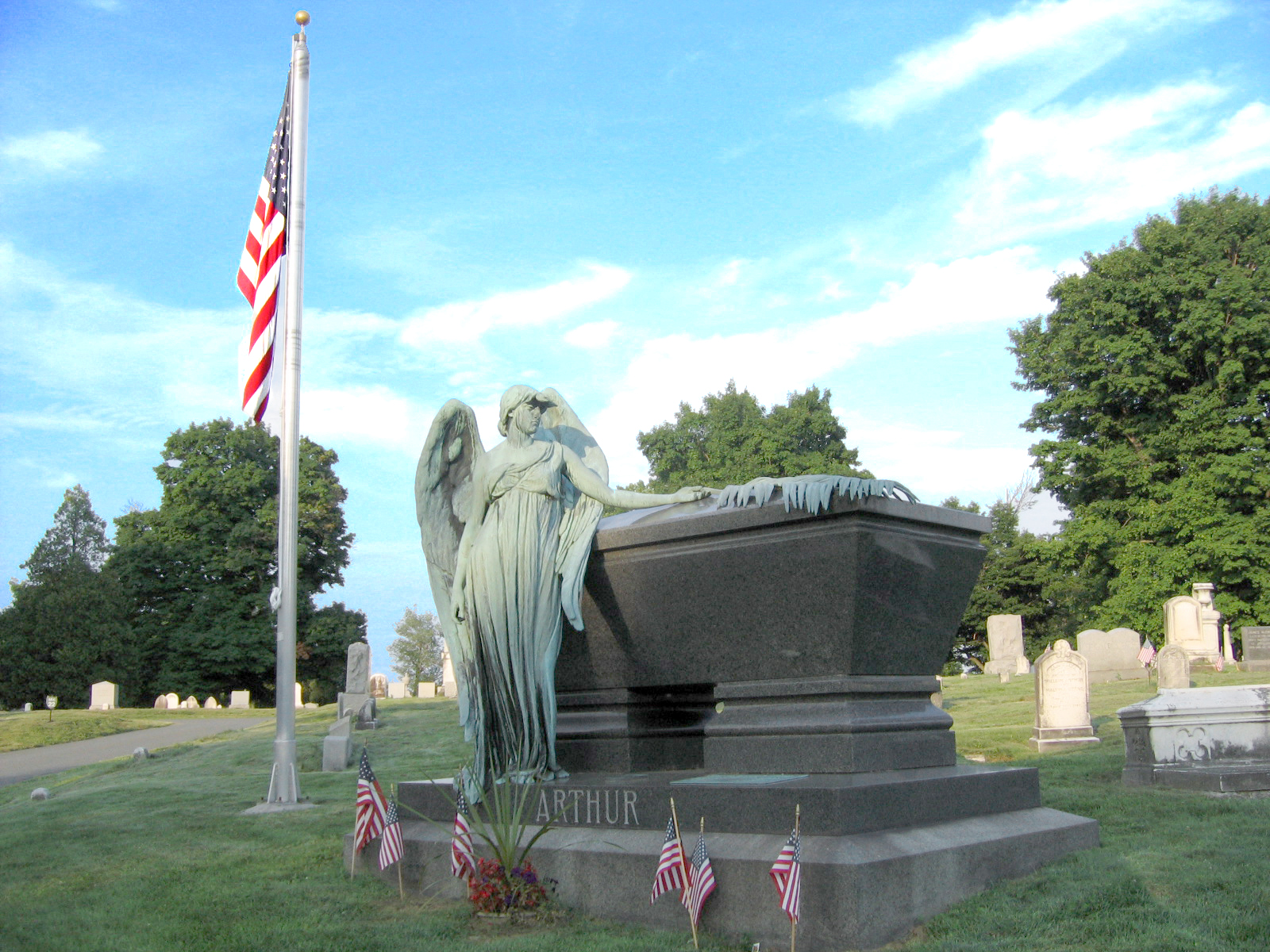
ルーラル墓地のアーサー家の墓所

アーサーは1885年3月4日まで大統領職を務めた。公職を退くと彼はニューヨークに戻り、元所属していた法律事務所の顧問となった。しかしながら、持病の肝臓疾患「ブライト病」のためしばしば体調が優れなかった。腎臓と膀胱を患っているにもかかわらず、美食家で知られた彼は暴飲暴食を続け、状態をさらに悪化させた。何度か公式行事に出席したものの、1885年の終わり以降スケジュールを入れることはなかった:417。ニューロンドンで避暑した後、1886年10月1日に再び病床に伏せる。11月16日、アーサーは彼の公式および私的文書の全てを燃やすように命じた。翌朝、彼は脳出血のため意識不明となり、翌日死去した:418。大統領職を離れた後一番短命であったジェームズ・ポークは退任後103日目に死去したが、アーサーはそれに次いで二番目に短命の大統領であった。
11月22日、ヘブンリー・レスト教会で密葬が行われた。棺の付添人は、ウォルター・グレシャム、ロバート・トッド・リンカーン、ウィリアム・E・チャンドラー、フランク・ハットン、ベンジャミン・H・ブリュースター、フィリップ・シェリダン、コーネリアス・レイ・アグニュー、コーネリアス・ニュートン・ブリス、ロバート・G・ダン、ジョージ・H・シャープ、チャールズ・ルイス・ティファニー、コーネリアス・ヴァンダービルトであった。葬儀にはグロバー・クリーブランド大統領、ラザフォード・ヘイズ元大統領、ベンジャミン・フランクリン・バトラー、モリソン・ウェイト、サミュエル・ブラッチフォード、ジョン・マーシャル・ハーラン、ロスコー・コンクリング、およびジェームズ・G・ブレインらが参列した:418。
チェスターはオールバニのルーラル墓地にあるアーサー家の墓所、エレンの横に埋葬された。墓所は親族と先祖の多くの墓を含む大きな石棺であり、彫刻家のエフライム・カイザーが設計した。